# Monte Trina
Il monte Trina (1.062,9 m s.l.m.) è una montagna appartenente ai Monti Aurunci che si trova nei pressi del comune di Itri in Provincia di Latina nel Lazio, all'interno del territorio del parco naturale dei Monti Aurunci.

## Descrizione
La vetta è raggiungibile dal Valico di San Nicola (665 m) imboccando la carrabile che a mezzacosta taglia il versante marittimo del Monte le Pezze e poi percorrendo un ripido crinale che da valle Trasta si dirige in direzione sud-ovest. Il monte è un balcone sul mare e sulla costa. Netta la differenza vegetazionale tra il versante settentrionale ammantato di faggi e carpini e quello meridionale dapprima brullo poi ammantato di macchia mediterranea.